# Lodijk (Kropswolde)
De Lodijk, Lodijck of Looidijk bij Kropswolde en Hoogezand was een lage dijk die vanouds de scheiding vormde tussen Duurswold, het Gorecht en de nog onontgonnen venen van de Groninger Veenkoloniën, die oorspronkelijk deel uitmaakten van het Oldambt. 
De Loedycken die het suderwater moesten keren, bestonden al in de veertiende eeuw. Volgens een beschrijving uit 1649 begon de Lodijk bij Wolfsbarge, waar hij een voortzetting was van de Semslinie, die de grens met Drenthe vormde. Hij liep achter Kropswolde via een voormalig voetpad naar de Zwarteweg (nu Spoorstraat) bij Martenshoek, waarna hij ten noorden van het oude Winschoterdiep naar het oosten afboog in de richting van het Abrams- of Oudediepje en aansloot bij de Veendijk. Ter hoogte van Foxham sloot hij tevens aan op de Borgwal. Het verlengde van de Borgwal tot aan de Veendijk werd rond 1620 ook wel De Borch offte Loodijck genoemd.
Het eerste deel van de naam kan verwijzen naar een 'beboste hoogte' (loo), een waterloop (lee) of een veendijk, waarlangs water wordt weggeleid (leidijk).
Op enkele 16e-eeuwse kaarten wordt de naam Ledyck (1545), Lodijck (1568), Loodijck (1573) of Lodick (1589) abusievelijk aan het dorp Noorddijk gegeven.
De naam Loodijk of Looidijk komt ook elders in Nederland voor, met name in Holland, Utrecht en Gelderland.
De Lodijck is sinds ongeveer 1990 tevens de naam van een weg, die langs het tracé van de vroegere Lodijk ten noorden van Hoogezand is aangelegd.